# RollerCoaster Tycoon 3D
RollerCoaster Tycoon 3D é tecnicamente o quarto jogo da série. Foi desenvolvido pela n-Space, e publicado pela Atari, e foi feito somente para o Nintendo 3DS, quebrando os "rituais" de lançamento focado apenas para Xbox, MacOS e Microsoft Windows.

## Gameplay
A jogabilidade é semelhante e empresta elementos dos jogos anteriores do RollerCoaster Tycoon, já que os jogadores conseguem construir montanhas-russas em um espaço 3D, construir várias atrações e, geralmente, vários aspectos do parque. O jogo também possui recursos do jogo anterior, como o CoasterCam e as áreas temáticas, mas não tem outras características, como atrações da água, fogos de artifício e terreno ajustável.

## Recepção
O RollerCoaster Tycoon 3D recebeu críticas muitas delas negativas, com muitos críticos citando que o jogo não "sucederia" seus predecessores devido aos seus gráficos pouco atraentes, a falta de mecânica existente de jogos anteriores, que possuí uma interface mal projetada e uma experiência geralmente embotada. RollerCoaster Tycoon 3D atualmente tem uma pontuação de 39 de 100 no website Metacritic.